# هورنفلس

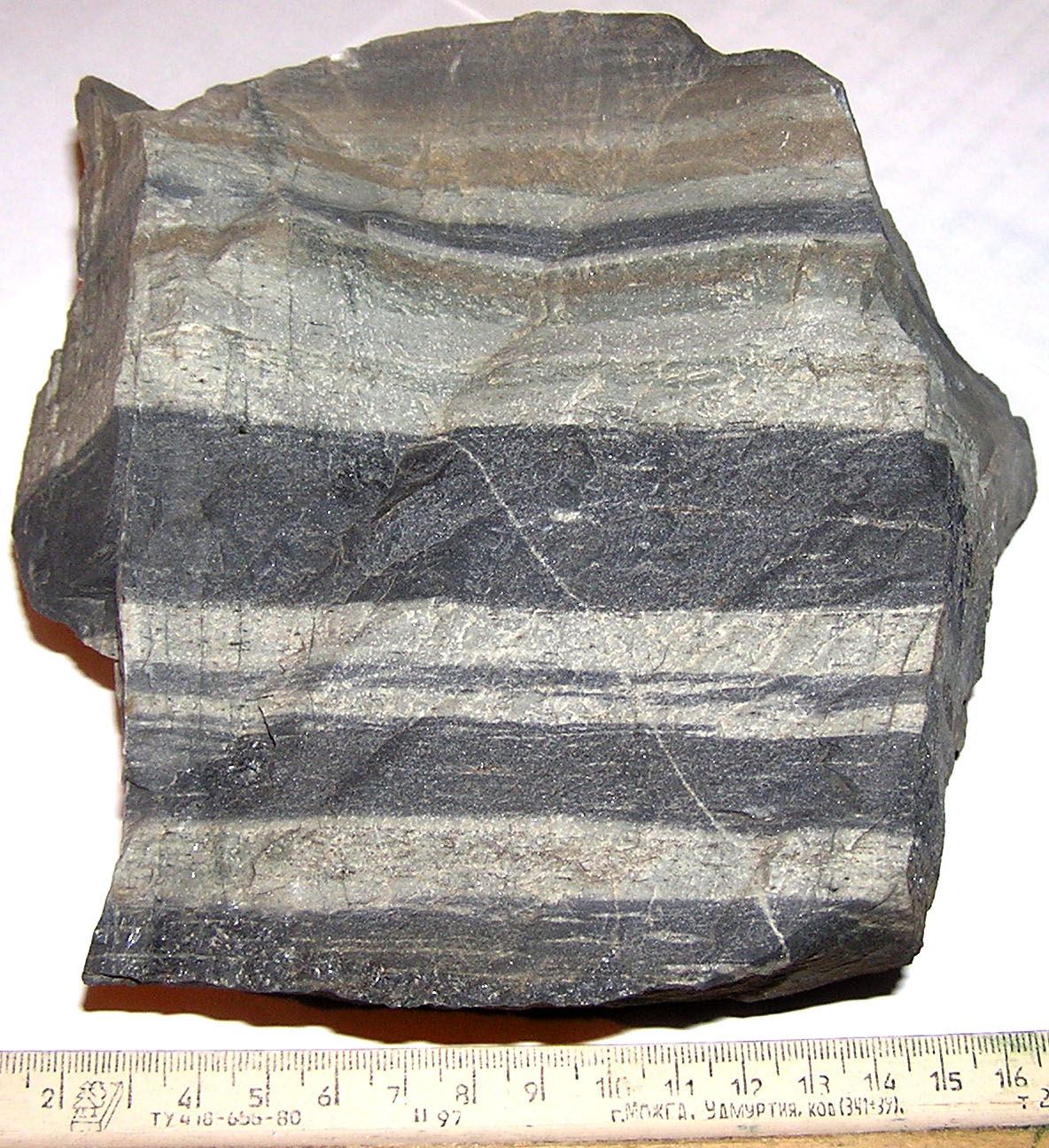
نمونه‌ای از هورنفلس نواری که بر اثر دگرگونی مجاورتی ماسه‌سنگ و شیل به وسیله نفوذ سنگ خارا پدید آمده‌است

هورنفلس (انگلیسی: Hornfels) به گروهی از سنگ‌های دگرگونی مجاورتی گفته می‌شود که بر اثر گرمای توده‌های آذرین نفوذی حرارت دیده و سخت شده و به سنگ سخت و شکسته و در برخی موارد بسیار مقاوم و بادوام تبدیل شده‌اند.
اغلب هورنفلس‌ها دانه‌ریز بوده و با وجود اینکه سنگ منشأ آن‌ها (مانند ماسه‌سنگ، شیل، سنگ لوح، سنگ آهک و دیاباز) ممکن است به علت وجود صفحه‌های تورق، کم و بیش به شکل متورق باشند، ساختمان ورقه‌ای سنگ اصلی در هورنفلس خنثی شده و از بین می‌رود.
فراوان‌ترین هورنفلس (هورنفلس بیوتیتی) به رنگ قهوه‌ای تیره تا سیاه و گاهی با جلای نرم است که دلیل آن فراوانی بلورهای کوچک و درخشان و سیاه‌رنگ میکا است. هورنفلس آهکی اغلب به رنگ سفید، زرد، سبز کم‌رنگ، قهوه‌ای و دیگر رنگهاست. سبز تیره و سبز، رایج‌ترین رنگ در بین هورنفلس‌های پدید آمده بر اثر دگرسانی سنگ‌های آذرین است.
اگرچه بخش اعظم ذرات تشکیل‌دهنده به قدری ریز هستند که با چشم غیرمسلح دیده نمی‌شوند، ولی اغلب اوقات بلورهایی از کوردیریت، گارنت یا آندالوزیت بین ذرات ریز پراکنده شده‌است که این وضعیت بیشتر در قسمت هوازده سنگ دیده می‌شود.

سنگ هایی مانند هورنفلس و کوارتزیت برخلاف شیست برای احداث سازه های مانند سد مقاوم و مناسب هستند. 